# Unun
Unun est un groupe de pop rock islandais, originaire de Reykjavik. Il est formé par Gunnar Lárus Hjálmarsson et Þór Eldon Jónsson (Thor Eldon) en 1993. Ils sont rejoints par Heiða en 1994. Le groupe se sépare en juillet 1999.

## Biographie
Le groupe est formé en 1993 par le guitariste Þór Eldon Jónsson (ex-Fan Houtens Koko, ex-The Sugarcubes ; alias Thor Eldon, et ex-époux de Björk) et le bassiste Gunnar Lárus Hjálmarsson (Dr. Gunni ; ex-S.H. Draumur, ex-Bless). Le nom est apparu lors d'une partie de Scrabble. Ils sont ensuite rejoints par Kristín au chant, puis le trio part répéter dans l'appartement de Gunni. Le 1er avril 1994, ils commencent à enregistrer leur premier album studio, intitulé Æ. Ensemble, aux côtés de Rúnar Júlíusson (Rúnar Júl), ils atteignent les classements radio. Pendant ses sessions, la chanteuse et troubadour Heiða Eiríksdóttir devient membre du groupe. En novembre 1994, leur premier album est publié au label Smekkleysa (Bad Taste). Jóhann Jóhannsson (ex-Daisy Hill Puppy Farm), coproducteur et claviériste sur cet album, se joindra au groupe Lhooq.
Au printemps 1995, les paroles en islandais de Æ sont traduites en anglais,. La version anglaise, Super Shiny Dreams, est publié au sous-label Bad Taste USA en novembre 1995 aux États-Unis et en Europe. Björk est soutenue par Unun pendant trois dates britanniques ; Unun aura donc son quart d'heure de gloire à la Wembley Arena en janvier 1996. En 1997, le groupe participe au Roskilde Festival au Danemark. En 1998, le groupe perd son contrat avec le label Deceptive, mais parvient à publier un EP quatre pistes intitulé Bones. Thor effectue son dernier concert avec Unun au Midt Fyn Festival. De retour en Islande, le groupe enregistre difficilement son deuxième album, Ótta, avec Birna aux claviers, Viddi (ex-Quarashi) à la basse, et Doddi (Kanada) à la batterie. L'année suivante, Unun tourne en Norvège, en Lituanie, en Estonie et en Finlande. Le groupe se sépare le 16 juillet 1999.
Unun (Dr. Gunni, Heiða et Elvar) se réunit brièvement en 2007 pour un concert dédié à Lee Hazlewood où il joue trois morceaux : How Does that Grab You Darlin’, Last of the Secret Agents et Lightning’s Girl.

## Discographie

### Albums studio
- 1994 : Æ (Bad Taste)
- 1995 : Super Shiny Dreams (Bad Taste)
- 1998 : Bones (Bad Taste)
- 1998 : Ótta (Bad Taste)

### Apparitions
- 1994 : Smekkleysa í Hálfa Öld (Smekkleysa)
- 1995 : Ein Stor Fjolskylda (Bad Taste)
- 1995 : Is med Dyfu (Rymur)
- 1995 : H-spenna (Rymur)
- 1995 : Einkalif (Bad Taste)
- 1995 : G Hlidin (Geimsteinn)
- 1996 : Eurospotting (Eurospotting)
- 1997 : Megasarlög (POP Records)
- 1997 : Deceptive Fifty (Deceptive Records)
- 1997 : Stelpurokk (Vera)
- 1997 : Eurospotting 98 (Danmark's Radio)